# Béthincourt
Béthincourt és un municipi francès situat al departament del Mosa i a la regió del Gran Est. L'any 2007 tenia 23 habitants.

## Demografia

### Població
El 2007 la població de fet de Béthincourt era de 23 persones. Hi havia 12 famílies, de les quals 8 eren unipersonals (8 dones vivint soles i 8 dones vivint soles) i 4 parelles sense fills.
La població ha evolucionat segons el següent gràfic:
Habitants censats

### Habitatges
El 2007 hi havia 17 habitatges, 12 eren l'habitatge principal de la família, 2 eren segones residències i 3 estaven desocupats. 16 eren cases i 1 era un apartament. Dels 12 habitatges principals, 10 estaven ocupats pels seus propietaris i 2 estaven llogats i ocupats pels llogaters; 2 tenien tres cambres, 3 en tenien quatre i 7 en tenien cinc o més. 12 habitatges disposaven pel capbaix d'una plaça de pàrquing. A 5 habitatges hi havia un automòbil i a 4 n'hi havia dos o més.

## Economia
El 2007 la població en edat de treballar era de 10 persones, 6 eren actives i 4 eren inactives. Les 6 persones actives estaven ocupades(4 homes i 2 dones).. De les 4 persones inactives 2 estaven jubilades i 2 estaven classificades com a «altres inactius».

## Poblacions més properes
El següent diagrama mostra les poblacions més properes.